# Dinohip
El dinohip (Dinohippus, ‘cavall terrible’ en llatí) és un mamífer herbívor extint de la tribu dels equinis, dins la subfamília dels equins. Visqué a Nord-amèrica i Centreamèrica entre finals de l'estatge faunístic Tortonià del Miocè fins al Zanclià del Pliocè (entre fa 10,3 i fa 3,6 milions d'anys.